# Tapdansen

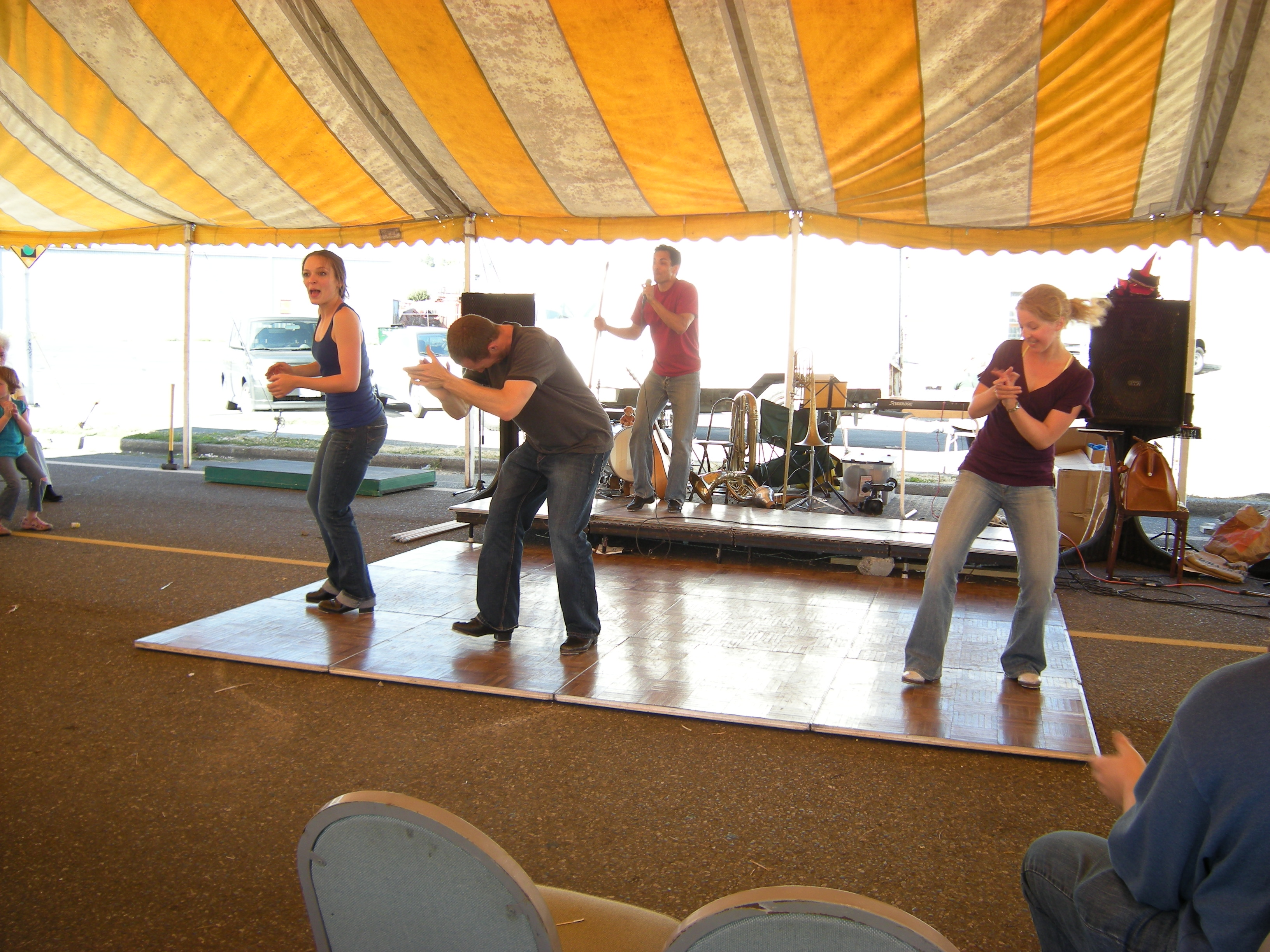
Tapdansshow

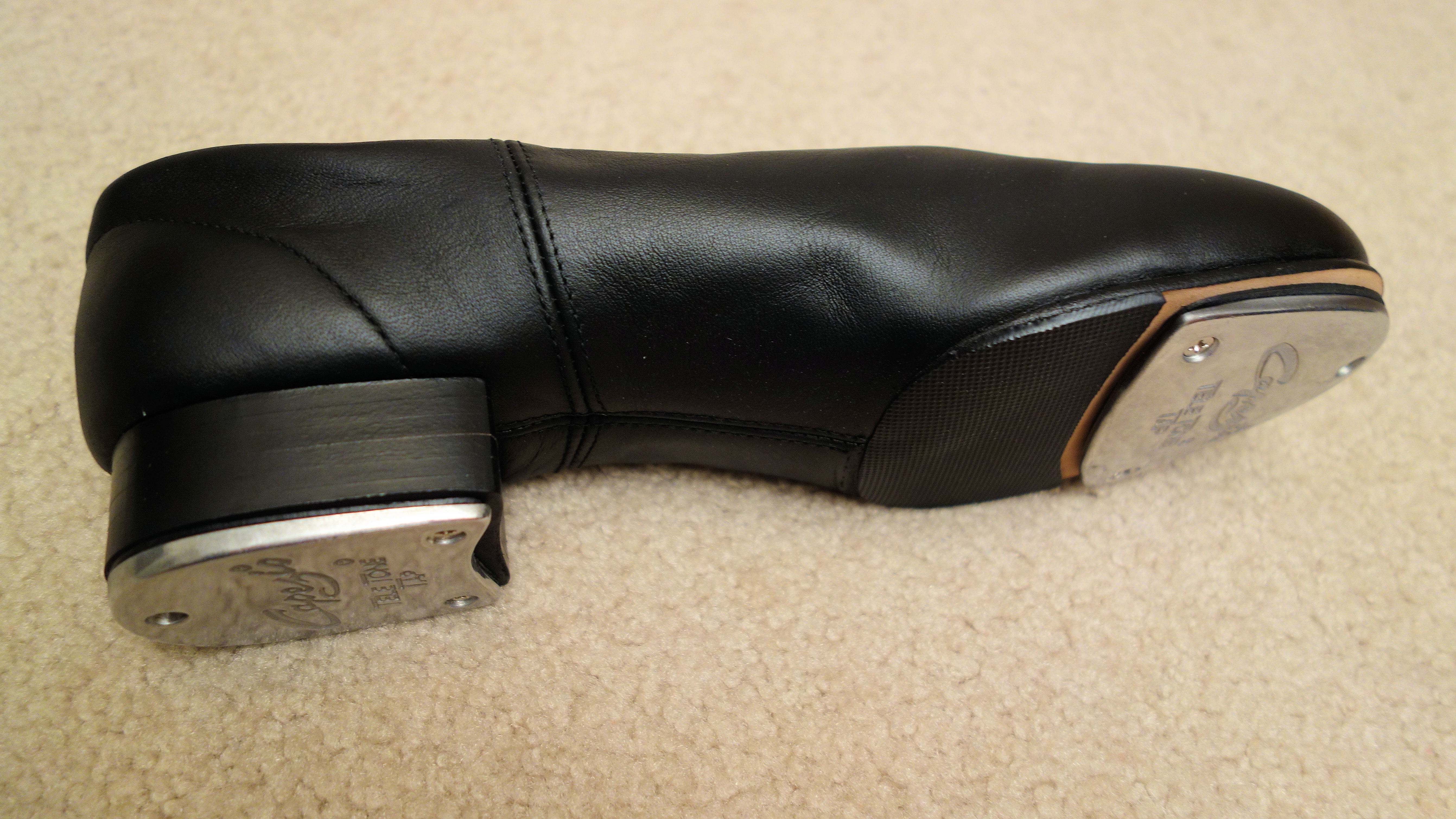
Tapdansschoenen, met metalen plaatjes onder de hiel en tenen

Tapdansen is een vorm van dans waarbij ritmische klanken worden gemaakt door tikken op de grond met metalen plaatjes aan de schoenzolen en onder de tenen. De danser doet daarmee aan een vorm van percussie.

## Geschiedenis
Het tapdansen had zijn oorsprong in de jaren dertig van de 19e eeuw in de wijk Five Points in New York als een mengeling van de Afrikaanse shuffle en Ierse, Schotse en Engelse step dances. Waarschijnlijk waren de syncope uit de Afrikaanse muziek en dans en de Ierse jig (stijl van volksdansen en de bijbehorende muziekstijl) het meest van invloed. Dansers uit verschillende immigrantengroepen wedijverden met hun beste passen, waaruit een Amerikaanse stijl ontstond. Vanaf de jaren dertig mengde tapdansen zich ook met lindyhop. Flying swing outs en flying circles zijn lindyhoppassen met tappen erin verwerkt.
De bloeitijd van tapdansen liep van ongeveer 1900 tot 1955. Het was in die tijd de belangrijkste showdans in Vaudeville en op Broadway. Vanaf de jaren dertig waren de beste tapdansers ook op televisie en in diverse films te zien.
Tapdansen werd voor de Tweede Wereldoorlog ook wel jazzdans genoemd vanwege de muziek waarop gedanst werd. Toen in de jaren vijftig de jazz plaatsmaakte voor rock-'n-roll, ontstonden er nieuwe jazzdansen.
In de tapdans maken dansers vaak gebruik van syncopering en starten meestal op de achtste maat of tussen de achtste en de eerste maat. Tapdans is bovendien vaak geïmproviseerd, al dan niet met begeleidende muziek.

### Tapdansgeneratie 1973-1985
Na de eerste tapdans pioniers Jack Bow en José Lewis volgde er een nieuwe generatie beter opgeleide dansers en docenten. Het succes van groot opgezette musicals in New York in de jaren zeventig, met daarin geïntegreerd de tapdans was een stimulering voor de weer opbloeiende tapdansrage van dat moment.
Benjamin Feliksdal was, voordat hij met zijn balletopleiding begon, een tapdansleerling bij Jack Bow en Iris Ray in Amsterdam (1950-1955). Later in zijn danscarrière werd die passie voor jazz en tapdans weer aangewakkerd. Zijn kennis op het gebied van tapdans heeft Feliksdal in de jaren 1973-1975 in New York verder uitgediept. Intensieve tapdanslessen volgde hij bij gerenommeerde docenten zoals Henry le Tang, Jerry Ames, Michael Dominico, Charles Loëwe, Mary Jane Brown en Carol Hess. Bij terugkeer uit New York gaf Feliksdal - onder meer door zijn dynamische stijl, flitsende tapdanslessen en het ontwikkelen van een tapdansgroep-, nieuwe impulsen aan de Nederlandse tapdans.

### Voorlopers
Als voorlopers van het tapdansen worden genoemd:
- Afrikaanse dans op drumritmes
- Afrikaanse welly boot dance (dans waarbij door de dansers gedragen werklaarzen (kaplaarzen) als percussie-instrument worden gebruikt)
- Spaanse flamenco, waarbij metalen nagels in de teen en de hiel van dansschoenen de danspassen hoorbaar maken
- Step dancing
- Klompendans, waarbij soms zonder muziek wordt gedanst, met alleen het geluid van de klompen op de vloer
- Ierse Sean-nós dance (verschilt van de step dance)

## Bekende tapdansers
- Fred Astaire
- Christopher Walken (acteur)
- Drew Tyler Bell
- Sammy Davis jr.
- Buddy Ebsen (Jed Clampett on the Beverly Hillbillies)
- Michael Flatley
- Gregory Hines van Hines, Hines and Dad
- Gene Kelly
- Ralf Mackenbach
- Ann Miller
- Eleanor Powell
- Bill Robinson (Bojangles)